# Moschendorf (Austria)
Moschendorf (węg. Nagysároslak, burg.-chorw. Šerešlaka) – gmina w Austrii, w kraju związkowym Burgenland, w powiecie Güssing. Według Austriackiego Urzędu Statystycznego liczyła 424 mieszkańców (1 stycznia 2014).